# Ulla Weigerstorfer
Ulla Weigerstorfer (Bad Aussee, 16 de agosto de 1967) é uma modelo austríaca que venceu o concurso Miss Mundo 1987.
Ela foi a segunda de seu país a levar esta coroa, tendo sido antecedida por Eva Rueber-Staier em 1969. 

## Biografia
É modelo e foi política do Partido Popular, tendo assumido um cargo de deputada em 2013.
Em seu site oficial se descreve como "modelo fotográfico, Miss Mundo 1987, desde março de 2003 consultora de comunicação e relações públicas da Magna Racino e desde 2005 mãe de uma adorável menina".

## Miss Mundo 1987
Ulla venceu o Miss Mundo 1987 no dia 12 de novembro, no Royal Albert Hall, em Londres, ao derrotar outras 77 candidatas.

## Vida após os concursos de beleza

### Carreira política
Ulla trabalhou na TV e se envolveu com política, tendo sido assessora de Frank Stronach, que substitui como deputada em 2013. No entanto, o chamado "Time Stronach" acabou em 2017 e ela disse em 2019 que ele não existia mais.

### Vida profissional
Segundo o jornal austríaco Kurier em 2019, ela encontrou sua "verdadeira missão" ao comprar um parque, o "Magna Racino", onde mantém 400 cavalos em parceria com a empresa equestre de Stronach. "Meu foco é a área esportiva e definitivamente eu trabalharia no campo hoje, mesmo se não tivesse sido Miss Mundo", disse à publicação em junho de 2019. Ela também revelou ao Kurier que ter sido Miss Mundo lhe abriu algumas portas, mas que a desvantagem havia sido ter que provar muito mais depois.
Também fez alguns filmes: Tohuwabohu (1990), Comissário Rex (1994)e Kaisermühlen Blues (1992).
Atualmente administra e trabalha também como relações públicas da "Magna Racino".

### Vida pessoal
É mãe de uma "adorável" filha, conforme a biografia em seu site.
Entre 1988 e 1995, Ulla teve um relacionamento com o tenista Horst Skof, falecido tragicamente em 2008 após uma sessão de sadomasoquismo num clube de sexo de Hamburgo.